# Wyulda
Wyulda este un gen de mamifere marsupiale endemice nord-vestului Australiei. 

## Lista speciilor
- Wyulda squamicaudata Alexander, 1918
- † Wyulda asherjoeli Crosby, Nagy & Archer, 2001 Miocen